# Aulacophora moluccaensis
Aulacophora moluccaensis es una especie de insecto coleóptero de la familia Chrysomelidae.

## Distribución geográfica
Habita en Halmahera (Indonesia).